# Моральное самосознание
Моральное самосознание — ценности, нормы, идеальные представления человека, являющиеся отражением жизненно-практического и исторического опыта. Выполняет функции механизма социального регулирования, позволяет человеку оценивать собственные и чужие поступки.
Феномены морального самосознания могут быть обнаружены и отличены других форм духовной культуры, путём указания на известные моральные нормы, принципы, идеалы, понятия добра и зла, совести и чести, справедливости и др.

### Структура морального самосознания
В структуре морального самосознания выделяют три компонента
1. Когнитивный компонент представляет собой сочетание нравственных принципов, знаний, представлений, понятий, суждений, осознаваемых личностью собственных моральных качеств.
2. Эмоциональный компонент отражает эмоционально-ценностное отношение к нормам морали, отношение к себе, моральную самооценку, эмоциональную оценку межличностных отношений.
3. Поведенческий компонент — готовность к определенному образу действий, а также определяет уровень личностной ответственности за собственное поведение.

Исследования, направленные на изучение морального сознания граждан современной России, Китая, США, показали, что моральное самосознание многомерно, характеризуется сложной структурой и отдельные категории морального сознания могут быть детерминированы разными психологическими и социальными факторами (культура, пол, возраст и т. д.).
- В моральном самосознании сосуществуют и психологически совместимы морально-ценностные принципы и феномен аморализма;
- Феномен аморализма является системообразующим признаком в моральном сознании. Дескрипторы аморализма в гораздо большей степени дифференцируют индивидов, чем моральные ценности и принципы;
- Способы решения моральных дилемм прямо не связаны с моральными ценностями: разные типы морального сознания могут прийти к одному решению на основании совершенно разных моральных ценностей и принципов.
- Моральные ценности, аморализм, способ решения моральных дилемм, тактичность, цели жизни автономны, это разные сферы морального самосознания, каждая из которых имеет собственные измерения.

## Основные подходы к изучению морального самосознания

### Подходы в российской психологии
В российской психологии моральное развитие ребёнка понимается как процесс усвоения им моральных социальных норм, эталонов, способов и образцов поведения (Л. С. Выготский, А. Н. Леонтьев, П. Я. Гальперин, Л. И. Божович и др.) Усвоение и присвоение принятых в обществе социальных норм осуществляется ребёнком в деятельности через переживание, осознание и сознательное принятие.
Некоторые авторы выделяют общественную и индивидуальную формы морального сознания. Общественная форма представляет собой систему исторически сформировавшихся и признанных в обществе представлений о должном, отражающее общественное бытие сквозь призму «добра и зла», которая воплощает моральные нормы, принципы, идеалы данного общества и регулирует поведение людей. Индивидуальная форма является интегральным личностным образованием, которое регулирует поведение человека на основе принятых и усвоенных им моральных норм, основанных на ценностях «добра и зла». Индивидуальное моральное сознание проявляется в способности к моральной рефлексии и способствует свободному и ответственному выбору поступка.
В исследовании отечественного психолога Б. С. Братуся моральное самосознание рассматривается как совокупность смысловых личностных образований. Общие смысловые образования личности непосредственно определяют главные и относительно постоянные отношения человека к основным сферам его жизни: к миру в целом, к людям, к себе. Ценности личности определяются как осознанные и принятые человеком общие смыслы жизни. Вся совокупность смысловых образований личности формирует нравственную позицию и выполняет познавательно-рациональную, эмоционально-оценочную и регулятивную функции, мотивирует нравственную деятельность человека.
Моральное самосознание также рассматривается как индивидуально-психологическое образование, которое лежит в основе морально-нравственной саморегуляции человеком своего поведения.

### Психоаналитический подход
В этом подходе моральное развитие связывалось с формированием структуры «Сверх-Я», в которую входят моральные нормы, принципы и ценности, которые были интроецированы в процессе социализации ребенка. Считалось, что нормативное поведение регулируется моральной ответственностью и совестью, которые сформировываются из тревоги, чувства вины после становления и преодоления Эдипова комплекса в системе объектных отношений. Характер моральной ориентаций личности определялся отношением к другому и эмоциональными процессами ребенка.

### Концепция когнитивного конструктивизма морального самосознания
Эта концепция была разработана Ж. Пиаже и Л. Кольбергом. Здесь внимание уделяется моральным суждением и моральному мышлению, как критериям развития морального самосознания. Пиаже считал, что моральное самосознание состоит из запретов, которое определяют что «хорошо», а что «плохо» и моральное развитие связано с изменением отношения к этим понятиям. Пиаже выделил две стадии и этом процессе: мораль принуждения и мораль кооперации. Мораль принуждения характеризуется эгоцентризмом ребенка, его неспособностью посмотреть на ситуацию с позиции другого, оценить его мотивы поведения и желания. В этом возрасте суждения ребенка сильно зависят от взрослого, поэтому в моральной сфере содержаться запреты, услышанные от взрослых. На стадии морали кооперации ребенок уже сам способен встать на место другого, тем самым постепенно изменить своё отношение к запретам. На этой стадии ребенок понимает, что запреты являются относительными, и придерживается их не из-за требования авторитетного лица, а потому что сам считает их необходимыми.
Для того чтобы произошел переход от одной стадии к другой необходимо три важных условия:
- повышение уровня интеллектуального развития;
- освобождение от подчинения авторитетному лицу;
- общение со сверстниками.

Л.Кольберг, основываясь на концепции Ж. Пиаже полагал, что в состав морального самосознания входят нормы справедливости.
Он выделил три основные уровня развития морального самосознания: преконвенциональный, конвенциональный и постконвенциональный. Все эти уровни имеют две стадии. На преконвенциональном уровне выделяют стадию гетерономной морали, где соблюдение норм подчиняется власти авторитетного лица из-за желания избежать наказания. Вторая стадия — это стадия инструментального индивидуализма и равного обмена. На этой стадии справедливость рассматривается как система взаимовыгодного обмена благами. Конвенциональный уровень характеризуется пониманием того, что необходимо выполнять ряд определенных правил для того чтобы сохранить целостность общества. На этой стадии происходит ориентация на социальный закон, правило которого должны выполняться полностью, за исключением некоторых неординарных случаев, когда они вступают в противоречие с другими социальными нормами. Постконвенциональный уровень самый высокий уровень развития морального самосознания. На этом уровне человек руководствуется безличными моральными нормами. Человек сам для себя выбирает единственную систему моральных норм и правил, а затем следует ей. Некоторые последователи Колберта предполагают, что моральное развитие состоит из сменяющих друг друга когнитивных схем.
Когнитивный подход предлагает рассматривать моральное развитие по четырем критериям: 1) качественно различные стадии мышления; 2) инвариантный порядок, на темп развития которого влияет культурный фактор, но не может изменить последовательность стадий; 3) целостная структура стадии; 4) иерархичное построение, где высшие стадии более дифференцированы, чем низшие. Данная концепция широко применяется несмотря на критику и по-прежнему остается главной теоретической основой для разработки программ морального воспитания и образования.

### Эмпатический подход К. Гиллиган
Этот подход является альтернативой нормативному когнитивному подходу. В этом подходе основным принципом является принцип заботы, то есть эмпатическая ориентация на чувства других и их нужды. Эти принципы вытекают из устойчивых типов моральной ориентации, которые обусловлены социальными установками человека. Таких типов выделяют два: 1)нормативный; 2)эмпатийный. Типы моральной ориентации связаны с гендерными различиями. Нормативный больше характерен для мужчин, эмпатийный — для женщин. В этом подходе был разработан оригинальный метод заключающийся в том, чтобы испытуемый сам сформулировал моральные дилеммы из своей жизни и проанализировал их. Однако эта концепция о том, что моральное развитие происходит с ориентацией на гендерные различия, подтвердилась лишь частично.

### Концепция просоциального поведения Н. Айзенберг
В этой концепции основное внимание уделено развитию альтруизма, которое определяется как добровольное, целенаправленное поведение в пользу другого человека, не мотивированное наградой или наказанием. В этом поведении принято считать главными такие эмоции как эмпатия, симпатия или дисстрес. Было замечено, что с увеличением возраста и в ходе преодоления эгоцентризма связь эмпатии и альтруистического поведения становится ярче выражена. Также на просоциальное поведение человека влияют просоциальные аффекты, а именно гордость, стыд и чувство вины. В концепции Н. Айзенберга альтруистическое поведение включает в себя три вида атрибуций:
- положительное восприятие себя и других людей;
- осознание своих альтруистических мотивов;
- объективная оценка потребностей другого человека и объективной необходимой помощи ему.

Таким образом, альтруистическое поведение выступает как последовательность социально-когнитивных операций: учет точки зрения другого, формирование мотивации альтруистического поведения, эмпатия, оценка собственных компетенций в оказании помощи.

### Теория доменов социальных норм Э. Туриэля
Эта теория направлена на изучение иерархии и состав самих моральных правил и норм, лежащие в основе морального поступка. Э. Туриэль выделяет три главных домена различающихся по генезису, важности, значению и уровню обобщения. 1) Моральные нормы являются высшим уровнем регуляции поведения. Они основаны на заботе о других и принципе справедливости. 2) Конвенциональные нормы регулируют поведение человека в обществе. Эти нормы специфичны для общества и для отдельных индивидуальных групп. 3) Персональные нормы, эти нормы устанавливает для себя сам человек, они определяют его индивидуальное поведение, взаимодействие с другими людьми. С возрастом моральное развитие проходит от выработки персональных норм к выделения и усвоению конвенциональных, а затем и моральных норм.

### Четырехкомпонентная теория морального развития личности Дж. Реста
В этой теории структура морального поведения включает четыре составляющие:
- моральная чувствительность;
- моральная мотивация;
- моральное мышление и моральные суждения;
- моральный характер.

Все эти компоненты влияют на то на сколько адекватно воспринимается моральная дилемма. Дж. Рест говорит о том, что принятие решения варьируется в зависимости от конкретного домена. Моральное развитие человека проявляется в том, как он при решении различных моральных дилемм пользуется разными моральными принципами.